# 雲南等処行中書省
雲南等処行中書省（うんなんとうしょ-こうちゅうしょしょう、以下雲南行省と略称する）は元が設置した行中書省。

## 地理
現在の雲南省全域、貴州省南部、四川省東部、広西チワン族自治区西部及びタイ、ミャンマーの北部を管轄していた。

## 歴史
1253年に大理国を滅ぼした元朝は1260年（中統元年）に大理国総管を設置し大理国の故地を管轄、1274年（至元10年）に雲南行省が設置された。

## 下部行政区画
- 行省直轄
  - 中慶路
  - 威楚開南路
  - 武定路
  - 鶴慶路
  - 雲遠路
  - 麗江路
  - 東川路
  - 茫部路
  - 孟傑路
  - 普安路
  - 徹里軍民総管府
- 曲靖宣慰司
  - 曲靖路
  - 澂江路
  - 普定路
  - 仁徳府
- 羅羅斯宣慰司
  - 建昌路
  - 徳昌路
  - 会川路
  - 柏興府
- 臨安広西江宣慰司
  - 臨安路
  - 広西路
  - 元江路
- 大理金歯宣慰司
  - 大理路
  - 蒙憐路
  - 蒙莱路
  - 蒙光路
  - 柔遠路
  - 茫施路
  - 鎮康路
  - 鎮西路
  - 平緬路
  - 麓川路
- 烏撒烏蒙宣慰司